# Velocity overshoot
Velocity overshoot (auf Deutsch ungefähr ‚Geschwindigkeitsüberschreitung‘) ist ein Phänomen in der Halbleiterphysik, das auftritt wenn Ladungsträger in einem Halbleiter einem äußeren elektrischen Feld ausgesetzt werden. Dann werden die Ladungsträger mit dem Einsetzen des elektrischen Felds sehr stark beschleunigt, bis Streuprozesse sie einerseits verlangsamen und andererseits ihre Geschwindigkeitsverteilung verbreitern. Dadurch erreichen die Elektronen kurzzeitig eine höhere Geschwindigkeit als im Gleichgewichtszustand.